# Bregninge Kirke (Kalundborg Kommune)
 For alternative betydninger, se Bregninge Kirke. (Se også artikler, som begynder med Bregninge Kirke)
Bregninge Kirke ligger i landsbyen Bregninge, ca. 14 km Ø for Kalundborg (Region Sjælland). Indtil Kommunalreformen i 2007 lå den i Vestsjællands Amt, og indtil Kommunalreformen i 1970 i Skippinge Herred (Holbæk Amt)
Koret med flad østvæg og den østlige del af skibet stammer fra romansk tid og er opført af kampesten. I 1200-tallet blev skibet forlænget mod vest. Sakristiet, våbenhuset mod nord og kapellet mod syd er opført i begyndelsen af 1400-tallet. Den oprindelige norddør benyttes stadig, af de romanske vinduer ses stadig korets østvindue og nordvindue samt tre vinduer i skibets langmure, alle er tilmurede. Tårnet er opført i senmiddelalderen. Alle tilbygninger har kamtakkede gavle med blændinger. Bygningen er blevet restaureret i 1941 og 1951.
Hvælvene i kor og skib er blevet indbygget i begyndelsen af 1400-tallet. Sydkapellet åbner sig mod skibet gennem en spidsbue, kapellet kaldes Gammelrands kapel og har formodentlig tjent som gravkapel for præster. Altertavlen er skåret af Lorentz Jørgensen i 1654 og stammer fra Dragsholm slot.

## Kalkmalerier
I 1861 gjorde man de første fund af kalkmalerier i kirken. På samme tid har man også set på kalkmalerierne i sakristiet, der findes 3 akvareller. Sakristiets kalkmalerier blev frilagt i 1895 og restaureret i 1902 af Rothe. I 1971-73 genrestaurerede man sakristiet og fandt udsmykningen i Gammelrandskapel. Sakristiets udsmykning af Isefjordsværkstedet ligger stilmæssigt tæt på Skamstrup Kirke, Isefjordsværkstedets udsmykning i Gammelrand kapel ligger tæt på Mørkøv Kirke. I sakristiet fandtes en udsmykning fra 1500-tallet som blev fjernet i 1902. Restaureringsrapporten fra 1970 nævner, at afdækningen fra 1902 ikke var fuldstændig, kalkrester og farverester fra 1500-tallet fandtes stadig, draperier og sparreribber var tilmalet, størstedelen af billederne var i rimelig stand. Farverne var Sort, Dodenkop, Spansk grøn og Mønje (dekomponeret til gul).
På nordvæggen i skibets 3.fag ses en dobbeltfrise (o.1300) fra før bygning fik hvælv, øverst ses Adams skabelse, Gud og engel samt Evas skabelse, nederst ses Eva føde (?) og Adams arbejde. På triumfvæggen ses en Dommedagsmajestas (o.1300).
I skibets hvælv ses udsmykning fra o.1400, de tillægges Højelse-værkstedet. I skibets 1.fag ses dekorative udsmykninger i hvælvet og rester af Kristoffer på nordvæggen. I skibets 2. ses i østkappen Døden til hest (rytteren fra Apokalypsen) samt en pelikan som hakker sit bryst til blods og fodrer sine unger med sit eget blod (et Kristus/Nadver symbol), i sydkappen ses en båd i havsnød der angribes af djævle og hjælpes af Sankt Nikolaus, i vestkappen ses Sankt Georgs kamp mod dragen, i nordkappen ses en løve med horn (Satan) og en løve der ånder på sine unger som ifølge Physiologus symboliserer Kristus opstandelse og sejr over døden.
I skibets 3.fag ses i østkappen en jagtscene, i sydkappen ses De tre levende konger møder de tre døde konger, i vestkappen ses Livshjulet, i nordkappen ses Mikael Dragedræber.
Motivet med De tre levende og de tre døde konger skal ses i lyset af tiden, som var præget af krige, pest og hungersnød, hvilket udløste en slags dødsdyrkelse. Det var ikke længere opstandelsen og frelsen efter døden, man dyrkede, men selve døden, motivet er et Memento mori, hvor de døde konger minder de levende om, de også skal dø. På Campo Santo (kirkegården) i Pisa findes en fresko med et tilsvarende motiv, her er det et jagtselskab som møder tre døde konger, udsmykningen dateres til 1300-tallet.
Motivet med Livshjulet ses bl.a. i Birkerød Kirke, hvor udsmykningen dateres til o.1325. Motivet kendes også fra flere udsmykninger af Isefjordsværkstedet. På hjulet sidder tre konger, i Bregninge er Livshjulet dog fragmentarisk bevaret, til venstre er en konge på vej op, teksten siger Regno (:Jeg regerer), øverst siger kongen, Jeg skal regere, til højre siger kongen Jeg regerede, under hjulet ligger en død konge, teksten siger Jeg er uden rige. Som motivet med De tre døde og de tre levende konger er Livshjulet et Memento mori, vi skal alle dø, intet er uforgængeligt. Omkring Livshjulet står to pædagoger/lærere med stokke (eller pegepinde), ud for den ene stok står VIDERE(Se!).
I Sakristiet ses Katarinas legende af Isefjordsværkstedet (1460-80). Katarinas legende kan ikke følges længere tilbage end o.900, den findes i Legenda Aurea. Martyrlegenden er især blevet udbredt af dominikanerne. I senmiddelalderen udvides legenden med hendes fødsel samt det mystiske bryllup. Legende udspiller sig i kristenforfølgelsens tid. Den kristne kongedatter Katarina hævder hun er trolovet med Kristus og afviser den romerske kejsers tilbud om at blive medhustru. Hun tages til fange og piskes. Hun kastes i fængsel. Kejseren sender 50 vise mænd for at overbevise hende, her fremstilles de med jødehatte, men det lykkes Katarina at omvende dem til kristendommen. De vise mænd brændes på bålet mens Katarina trøster dem. Det lykkes også Katarina at omvende kejserinden og den øverste general. De halshugges. Katarina skal lide døden på et knivbesat hjul, men Gud splintrer hjulet med en lynstråle, her slår Guds hånd hjulet i stykker med en hammer. Til sidst halshugger bødlen Katarina.
Her ender malerierne i Bregninge kirke, ifølge legenden bragte engle Katarinas legeme til et bjerg i Sinai. Her byggede munke et kloster, hvor man opbevarede hendes jordiske rester. Klosteret blev et søgt pilgrimssted under korstogene. Margrethe I sendte i 1411 seks pilgrimme til Katarina klosteret i Sinai.
I scenen hvor Katarina fængsles, er hun på vej ind i fængslet, hovedet er allerede inde. I scenen, hvor Katarina piskes, er Katarina bundet til en søjle, hvilket hentyder til Kristus piskning. I scenen, hvor Katarina taler til de lærde, har Katarina jomfruhår. I scenen hvor de lærde kastes på bålet, fordi de er blevet omvendt til kristendommen, symboliserer de gule linjer (oprindeligt røde) ilden, Katarina velsigner de lærde. I scenen hvor Kejserinden halshugges, ligger hendes hoved allerede på jorden, blodet strømmer ud af kroppen, det er nu gult men har oprindeligt været rød mønje som dekomponerer til gul. I scenen med Katarina på hjulet kommer Gud selv og slår hjulet i stykker med en økse, folket kaster sig til jorden i tilbedelse. Der er stor variation i dragterne, den onde konge har opslidsede ærmer. Hovedpersoner er store. Bødlerne er onde, de er skildret i profil, ansigterne er onde, de ligner masker, baggrunden fyldes ud med stjerner, hvilket er typisk for Isefjordsværkstedet. Rankeslyng er karakteristisk for Isefjordsværkstedet. Katarinas historie er skildret i arkader, de adskillende søjler har øverst fine englehoveder, hvis vinger går over i arkadebuen.
På vestvæggen under Katarinas martyrium ses en kronraget præst, som lægger sin hånd velsignende på en knælendes hoved. Dette er et skriftemål, to andre kirkegængere står med rosenkranse i hænderne og venter på at komme til skrifte. Dominikanerne indførte brugen af rosenkranse. Det er ikke tilfældigt at skriftemålet er placeret under Katarinas halshugning, denne skildring af almindelige personer i en kirkelig situation er enestående i danske kalkmalerier. Munken har bog og bærer rygsæk, dominikanerne var vandrende tiggermunke. Munken sidder på en slags stol, arkitekturen har romansk præg selvom vi er langt inde i gotikken, taget er blytækket. Desuden ses Maria Magdalene med salvekrukke, Peter med nøgle og Martin af Tours.
I Gammelrands kapel ses udsmykning af Isefjordsværkstedet (1460-80). Den står, som den er fundet. I vestkappen ses Hippolytes martyrium (fra Laurentius legenden). I nordkappen ses Laurentius martyrium. I østkappen mod nord ses Markus og Marcellianus henrettelse (en del af legenden om Sankt Sebastians martyrium), de to helgener står bundet til martersøjlen, bueskytter sender pile mod dem. I østkappen mod syd ses De 10.000 ridderes martyrium, på Hadrians befaling styrtes de 10.000 ridderes ned i et tornekrat, hvor de spiddes på tornene, denne legende blandes ofte sammen med Sankt Sebastians martyrium, hvor der også forekommer et tornekrat. I sydkappen ses den Apokalyptiske Madonna i strålekrans.
Kirkens døbefont er importeret fra Gotland og dateres til 1200-tallet, den er én af Danmarks største døbefonte.

## Eksterne kilder og henvisninger
- Wikimedia Commons har flere filer relateret til Bregninge Kirke (Kalundborg Kommune)
- Bregninge Kirke i bogværket Danmarks Kirker, Nationalmuseet
- Bregninge Kirke Arkiveret 31. januar 2011 hos  Wayback Machine på nordenskirker.dk
- Bregninge Kirke på KortTilKirken.dk